# Čaranje
Čaranje, bajanje ili vračanje, u pučkom vjerovanju, tajni magijski postupak kojim se prirodne i natprirodne sile podvrgavaju ljudskoj volji u svrhu izazivanja pozitivnih ili negativnih posljedica po drugoga. Najčešće se čaranje izvodi u svrhu izlječenja, stupanja u kontakt s nadnaravnim bićima i skidanja uroka prilikom čega se izgovaraju magijske govorne formule (bajalice) i provode tajni obredi poput prelijevanja vode iz jedne posude u drugu, bacanja užarenog ugljena ili žeravice u vodu i slično. U liječenju su se koristile i ljekovite biljke od kojih su pravljeni melemi i lijekovi, a davali su se pacijentima često uz ponavljanje magičnih formula.
Čaranje ili vračanje se često koristilo i za zaštitu od uroku, kod ljubavne magije. Čaranjem su se najčešće bavile žene, a vjerovalo se da se ta natprirodna sposobnost i umijeće prenosi s majke na kćer. Kršćanstvo je takve pojedince nazivalo vješticama protiv kojih je pokrenut okrutan progon krajem 15. stoljeća. Muškarci su se bavili rjeđe prakticiranjem nižih oblika magije, koji su uključivali bajanje, travarstvo i bacanje uroka.
Najčešća mjesta na kojima se izvodilo čaranje bila su ognjište, kućni prag, izvor ili bunar, najčešće se bajalo utorkom ili petkom, a najbolje vrijeme za skidanje uroka ili izlječenje bilo je razdoblje zalaska Sunca.

## Vanjske poveznice
- Vračanje Hrvatska enciklopedija
- Bajanje Proleksis enciklopedija
- Čarenje Proleksis enciklopeidja